# Richard Dederer
Richard Theodor Dederer (* 17. Februar 1889 in Stuttgart; † 13. Februar 1968 in Reutlingen) war Oberbürgermeister der Stadt Reutlingen.

## Leben
Dederer war das einzige Kind des Karl Dederer, Sekretär am Verwaltungsgerichtshof, und der Auguste, geb. Schramm. Er trat 1907 als Fahnenjunker in den aktiven Militärdienst ein und besuchte die Kriegsschule in Neisse, die er 1908 mit der Offiziersprüfung abschloss. Am 18. November 1908 wurde er zum Leutnant befördert. Er widmete sich fortan unter anderem der Fremdsprachenausbildung und bestand 1911 die französische, 1912 die englische und 1913 die italienische Dolmetscherprüfung. 1912 wurde er zum Bataillons-Adjutanten ernannt. 1914 wurde er zur preußischen Kriegsakademie in Berlin einberufen.
Im Ersten Weltkrieg wurde Dederer bereits im August 1914 in der Schlacht bei Longwy und Longuyon schwer verwundet. Er wurde 1915 zum württembergischen Kriegsministerium kommandiert und am 16. August 1916 zum Hauptmann befördert. 1917 war er zeitweilig zum Generalstab des Armeeoberkommandos VII in Marle bei Laon kommandiert, kehrte aber nach einer Verschlimmerung seiner Verwundung noch im gleichen Jahr zum Kriegsministerium zurück.
Nach Kriegsende wurde Dederer 1919 Vortragender Rat und Chef der Versorgungsabteilung. Nach der Entmilitarisierung wurde er ab 1920 als Regierungsrat im Hauptversorgungsamt in Stuttgart verwendet. 1922 wurde er zum amtlichen Dolmetscher für Italienisch, 1924 auch für Englisch und Französisch ernannt.
Neben seinem Dienst nahm er ab Wintersemester 1922/23 das Studium der Rechts- und Wirtschaftswissenschaften an der Technischen Hochschule in Stuttgart auf. Zum Sommersemester 1924 wechselte er an die Universität Tübingen. Hier wurde er 1928 mit einer Arbeit über Die militärische Rentenversorgung in Deutschland, Österreich und Frankreich zum Dr. rer. pol. promoviert.
Zum 1. Dezember 1932 trat er der NSDAP bei (Mitgliedsnummer 1.406.332). Im Januar 1933 wurde Dederer Regierungsrat und Hauptberichterstatter im württembergischen Wirtschaftsministerium. Reichsstatthalter Wilhelm Murr enthob im September 1933 den Oberbürgermeister Karl Haller seines Amtes und ersetzte ihn durch den Parteifreund Dederer. Von Oktober 1933 bis Mai 1945 war dieser Oberbürgermeister der Stadt Reutlingen. 1937 überreichte Karl Schumacher den SA-Ehrendolch an Dederer und ernannte ihn zum Ehren-Sturmbannführer. Von 1934 bis 1945 fungierte er auch als Vorsitzender des Aufsichtsrats der Gustav-Werner-Stiftung zum Bruderhaus. 1938 wurde er Präsident der Deutsch-Französischen Gesellschaft für Württemberg-Hohenzollern.
Nach Kriegsende war Dederer in den Internierungslagern Reutlingen und Balingen interniert. 1950 wurde er erneut zum württembergischen Urkundendolmetscher ernannt.